# ريتشارد أفيناريوس
ريتشارد هينريش لودفيج أفيناريوس (بالفرنسية: Richard Avenarius)‏ (19 نوفمبر 1843 - 18 أغسطس 1896) هو فيلسوف سويسري ألماني. من اتباع المدرسة المثالية الذاتية. وهو من اوائل الذين دعوا إلى النقد التجريبي. وكان استاذاً بجامعة زيورخ.

## أعماله
- نقد التجربة الخالصة (1880-1890).

## وصلات خارجية
- ريتشارد أفيناريوس على موقع الموسوعة البريطانية (الإنجليزية)
- ريتشارد أفيتاريوس في المكتبة الوطنية الألمانية.